# Teredus rufipes
Teredus rufipes is een keversoort uit de familie knotshoutkevers (Bothrideridae). De wetenschappelijke naam van de soort werd in 1895 gepubliceerd door Ernst Gustav Kraatz.